# Boris Pawlowitsch Posern

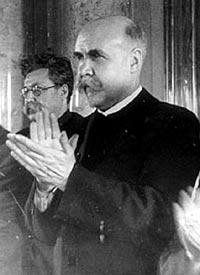
Boris Posern in den 1930er Jahren

Boris Pawlowitsch Posern (russisch Борис Павлович Позерн; * 25. Junijul. / 7. Juli 1882greg. in Nischni Nowgorod; † 25. Februar 1939 in Moskau) war ein russischer Revolutionär und sowjetischer Staatsmann.

## Leben
Boris Posern, der Sohn eines deutschstämmigen Arztes aus Nischni Nowgorod, studierte ab 1900 an der Medizinischen Fakultät der Moskauer Universität, wurde revolutionärer Umtriebe wegen 1902 ausgeschlossen und nach Sibirien verbannt. Bereits 1902 trat er der Sozialdemokratischen Arbeiterpartei Russlands (SDAPR) bei. 1903 in die Heimatstadt zurückgekehrt, betätigte er sich dort und in Samara unter Studenten wiederum revolutionär. In den Jahren bis 1917 arbeitete Posern in der Illegalität in Moskau, Wologda und Minsk unter dem Decknamen Stepan Slobin für die Bolschewiki. Der Berufsrevolutionär wurde während jener Zeit mehrmals inhaftiert.
Nach der Februarrevolution war er der erste Vorsitzende des Minsker Sowjets und wurde Mitglied des Allrussischen Zentralen Exekutivkomitees. 1917 war er ab Juli Mitglied des Petrograder Parteikomitees und Ende Juli Delegierter des VI. Parteitages der SDAPR(B). In Vorbereitung der Oktoberrevolution wurde Posern von Petrograd nach Pskow zum Stab der Nordfront geschickt. Nach der Oktoberrevolution wurde er Kommissar des Stabes der Nordfront. Vom März bis zum Mai 1918 war Posern Mitglied des Kriegskommissariats der Petrograder Sowjets und dann vom Mai 1918 bis Mai 1919 Kriegskommissar des Petrograder Sowjets. Im Juni 1918 trat er zusammen mit Urizki und Joffe für die Abschaffung der Todesstrafe ein. Vom 6. September 1918 bis zum 20. Mai 1919 war er Kommissar des Petrograder Militärbezirkes. Im Dezember 1918 wurde er zum Mitglied des Militärrates der Baltischen Flotte ernannt. Vom 5. Juni bis 1. August 1919 war Posern Mitglied des Revolutionären Kriegsrates der Westfront, vom 4. August 1919 bis 15. Januar 1920 in selbiger Funktion an der Ostfront sowie vom 3. Februar bis 5. Dezember 1920 Mitglied des Revolutionären Kriegsrates der 5. Armee der Roten Armee.
1921 bis 1922 war Posern Präsident der Hauptverwaltung der Textilindustrie beim Obersten Volkswirtschaftsrat der RSFSR. 1926–1933 arbeitete er im Leningrader Gebietskomitee seiner Partei; war unter anderem Leiter der Abteilung für Kultur und Propaganda. Auf dem XVI. Parteitag der KPdSU(B) 1930 wurde er zum Kandidaten des Zentralkomitees der Partei gewählt.
1937–1938 gehörte er als Staatsanwalt der Oblast Leningrad einer Troika an, die unter anderem Todesurteile gegen „Volksfeinde“ fällte.
Boris Posern wurde am 9. Juli 1938 verhaftet, als ebensolcher „Volksfeind“ verurteilt und am 25. Februar 1939 erschossen.

## Werke
- Оппозиция на XV партконференции (Die Opposition auf der XV. Parteikonferenz[A 2])
- Moskau und Leningrad 1928: Как оппозиция обороняет СССР (Wie die Opposition die Sowjetunion „verteidigt“)
- Leningrad 1925: Posern und andere: Коммунистическая партия и крестьянство (Die Kommunistische Partei und die Bauernschaft)
- Leningrad 1931: Новые задачи и новые условия работы инженерно-технических работников (Neue Aufgaben und Arbeitsbedingungen für das ingenieur-technische Personal)